# Zniesienie cenzury w Szwecji

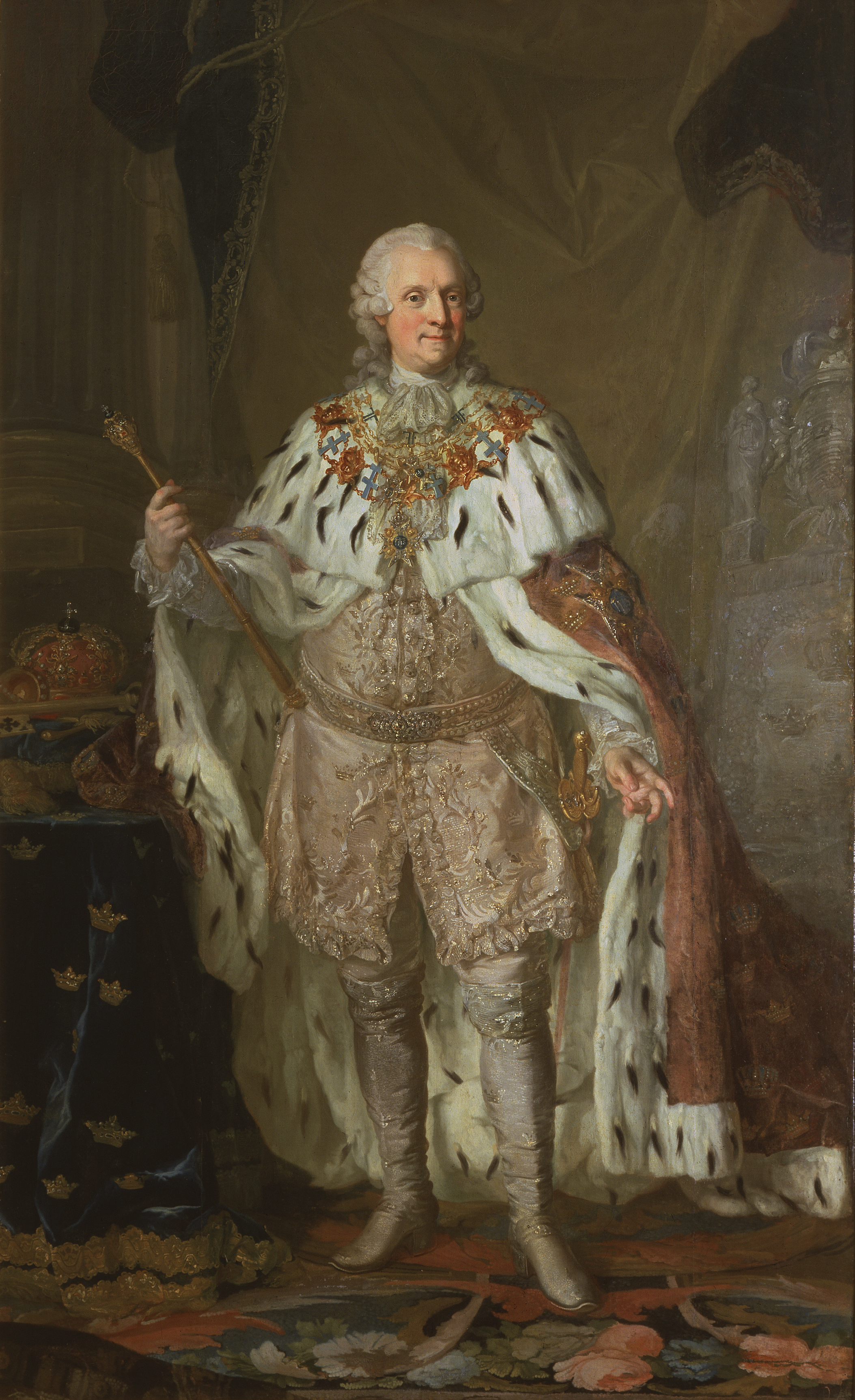
Adolf Fryderyk król Szwecji w latach 1751–1771

Cenzura prasy, druków i wydawnictw została zniesiona w Szwecji na mocy ustawy (Akt o Wolności Prasy -  Tryckfrihetsförordningen)  z 1766 roku (z wyjątkiem cenzury religijnej). Była to pierwsza tego rodzaju ustawa na świecie. Nawet w Wielkiej Brytanii, gdzie prasa cieszyła się dość znaczną swobodą, podobnie w Holandii nie zdecydowano się na formalne wykluczenie cenzury. W samej Szwecji była ona tylko czasowo przywracana, jak za panowania Gustawa III (monarchia absolutna została przywrócona w 1772 roku) i podczas II wojny światowej. W 1949 odnowiono Tryckfrihetsförordningen.